# Cantone di Haubourdin
Il Cantone di Haubourdin era una divisione amministrativa dell'arrondissement di Lilla.
È stato soppresso a seguito della riforma complessiva dei cantoni del 2014, che è entrata in vigore con le elezioni dipartimentali del 2015.
Comprendeva i comuni di:
- Emmerin
- Haubourdin
- Loos
- Santes
- Wavrin